# Presaditev jeter
Presaditev jeter (ali transplantacija jeter) je kirurški postopek prenosa jeter v drug organizem. Gre za standardno obliko zdravljenja akutne in kronične jetrne odpovedi različnih etiologij. Preživetje po enem letu po presaditvi je 96-odstotno, po 10 letih pa 71-odstotno. Večina presaditev jeter opravijo z organi umrlih darovalev, možna pa je tudi presaditev dela organa živega darovalca.

## Zgodovina
Prvo presaditev jeter pri človeka je leta 1963 izvedel kirurg Thomas Starzl s svojim timom v Denverju v ZDA. Starzl je v naslednjih letih opravil še več presaditev jeter, leta 1967 pa je pri bolniku prvič dosegel enoletno preživetje. Kljub razvoju kirurških tehnik je v 70-ih letih dvajsetega stoletja presajanje jeter še vedno veljalo za eksperimentalni poseg, ki je bolnikom omogočal enoletno preživetje le v 25 % primerov. Izide je bistveno izboljšala uvedba imunosupresivnega zdravila ciklosporina in v 80-ih letih se je presajanje jeter uveljavilo kot standardna oblika zdravljenja pri določenih jetrnih obolenjih tako pri odraslih kot otrocih. 
S pomočjo novih protizavrnitvenih zdravil, izboljšav kirurških tehnik in zgodnje prepoznavanje ter zdravljenje zapletov se je povprečno preživetje do danes močno podaljšalo, indikacije za presaditev jeter pa so se razširile, kar pa na drugi strani prinaša težavo s pomanjkanjem razpoložljivih organov.

## Indikacije
Danes je potencialni kandidat za presaditev jeter vsak bolnik z akutno ali kronično jetrno boleznijo, ki mu onemogoča normalno kakovost življenja ter vodi v življenjsko ogrožajoče zaplete. Pri tem je pomembno, da lahko presaditev jeter pri bolniku podaljša pričakovano življenjsko dobo ali lahko izboljša bolnikovo kakovost življenja. Bolnik, ki je kandidat za presaditev jeter, ima pričakovano življenjsko dobo manj kot eno leto ali pa je njegova kakovost življenja nesprejemljivo zmanjšana.
Najpogostejše indikacije so napredovala jetrna bolezen zaradi kronične okužbe s hepatitisom C, alkoholne ciroze, hepatitisa B, primarne biliarne ciroze, avtoimunskega ali nejasnega vzroka. Poleg napredovalih kroničnih jetrnih bolezni je lahko indikacija tudi akutna odpoved ledvic, na primer pri fulminantnem hepatitisu.

## Čakalna lista
Če se zdravniški konzilij odloči, da je bolnik ustrezen kandidat za presaditev jeter, ga uvrstijo na tako imenovano čakalno listo, ki pa je razdeljena v prvo in drugo kategorijo. V prvo kategorijo se uvrstijo bolniki z akutno jetrno odpovedjo, ki potrebujejo organ v nekaj dneh do nekaj tednih ter na presaditev čakajo v bolnišnici. Druga kategorija je namenjena pacientom, ki so uvrščeni na čakalno listo in na transplantacijo čakajo doma. Vsak pacient uvrščen na čakalno listo, čaka donorska jetra. Čas, ki je za to potreben, je različno dolg, od nekaj dni do tudi nekaj let. Čakalna doba je odvisna od krvne skupine ter od resnosti bolezni.

## Zapleti
Večina zapletov po presaditvi nastaja ali kmalu po operaciji ali v prvem letu. Delimo jih na zgodnje in pozne. Zgodnji zapleti so ali kirurški (krvavitev, tromboze, zatekanje žolča, kolekcije tekočin) ali vezani na osnovno bolezen, okužbe, imunosupresijo ali zavrnitev. Pozni zapleti so prav tako lahko kirurški (strikture, fistule, holangitisi, pozne tromboze), ali pa internistični v zvezi z virusnimi reinfekcijami,
zavrnitvijo in imunosupresijo ali že prej prisotno patologijo. 

### Zavrnitvena reakcija
Zavrnitvena reakcija je normalen pojav po presaditvi, saj se imunski sistem brani pred tujimi snovmi kot so virusi, bakterije in seveda tudi tuji organi, kot so na primer presajena jetra. Kljub uporabi protizavrnitvenih zdravil se lahko pojavi kadarkoli po presaditvi, najpogosteje pa v prvih štirih do šestih mesecih po presaditvi. Začetna zavrnitev se kaže le v nekoliko nenormalnih laboratorijskih vrednostih jetrnih testov. Pomembna je pravočasna prepoznava zavrnitvene reakcije ter njeno agresivno zdravljenje.

### Okužbe
Zgodnje okužbe v manj kot enem mesecu po presaditvi so najpogosteje bakterijske, vendar je tudi tveganje za glivno okužbo visoko. Gre za obdobje, ko je bolnik najbolj podvržen imunosupresiji. Običajno gre za bolnišnične okužbe, kot jih srečujemo pri drugih bolnikih po kirurških posegih. Povzročijo lahko povišano telesno temperaturo, bolečino v trebuhu in zlatenico, zaradi močno zavrtega imunskega sistema pa lahko pa gre tudi za povsem brezsimptomni potek okužbe. V obdobju enega do šest mesecev po presaditvi so najpogostejše okužbe zaradi virusov (najpogostejša je okužba s citomegalovirusom) ali priložnostnih povzročiteljev, po pol leta pa je tveganje za okužbe podobno kot pri splošnem prebivalstvu.